# Mạc Toàn
Mạc Toàn (chữ Hán: 莫全 1580 – 1593) là vị vua thứ sáu và là vua cuối cùng của nhà Mạc thời kỳ Nam - Bắc triều trong lịch sử Việt Nam.

## Thân thế
Mạc Toàn là con trai thứ của Mạc Mậu Hợp - vua thứ năm nhà Mạc. Nguyên quán Mạc Toàn là người xã Cao Đôi, huyện Bình Hà (nay là thôn Long Động, xã Nam Tân, huyện Nam Sách, tỉnh Hải Dương).

## Vua thời suy tàn
Mạc Toàn sinh ra và lớn lên khi nhà Mạc đã suy yếu. Sau khi ông cố, Phụ chính Mạc Kính Điển, mất năm 1580, chính sự của vua cha Mạc Mậu Hợp càng đi xuống; về quân sự không giữ được ưu thế với quân Nam triều nhà Lê.
Sau nhiều năm giao chiến thất bại, năm 1592, nhà Mạc bị quân Nam triều tổng tấn công ra Thăng Long dưới quyền của Trịnh Tùng. Sau 2 trận thua lớn, cuối năm 1592, Mạc Mậu Hợp phải mang gia quyến bỏ chạy khỏi kinh thành Thăng Long. Mạc Toàn cũng trong số đó.
Ít lâu sau, quân Nam triều bắt được Thái hậu – bà nội Mạc Toàn - giải về Kinh sư. Khi đến sông Bồ Đề, thái hậu họ Mạc vì lo buồn mà chết.
Trong tình thế nguy cấp, Mạc Mậu Hợp bèn truyền ngôi cho Mạc Toàn làm vua để giữ việc nước, đổi niên hiệu là Vũ An năm thứ nhất. Bản thân Mạc Mậu Hợp tự mình làm tướng. Tuy nhiên lúc đó tình hình nhà Mạc không thể cứu vãn được nữa. Trịnh Tùng chia quân đánh các ngả, truy lùng bắt Mậu Hợp.
Đầu năm dương lịch 1593, Mậu Hợp bị Trịnh Tùng bắt được và chém ở Bồ Đề.
Mạc Toàn lên ngôi khi còn ít tuổi, lực lượng nhỏ yếu, không được nhân tâm ủng hộ. Thế cô, ông phải ngầm trốn theo hoàng thân Mạc Kính Chỉ mới xưng hiệu là Bảo Định, bản thân chỉ dùng hiệu là Vũ An vương. Tuy nhiên đến ngày 14 tháng 1 năm 1593, ông cũng bị quân Trịnh bắt được và đem chém đầu tại bến Thảo Tân cùng Mạc Kính Chỉ và nhiều tông thất nhà Mạc.
Mạc Toàn chỉ xưng hiệu được vài tháng, không rõ bao nhiêu tuổi, chỉ biết rằng vua cha Mậu Hợp khi mất trước đó không lâu mới 30 tuổi và ông có một người anh còn sống tới năm 1600. Trong các bộ sách sử chính thống của triều Lê Trung hưng cùng triều Nguyễn thì Mạc Toàn không có miếu hiệu và thụy hiệu, bởi thời kỳ tại vị của ông cũng là lúc nhà Mạc lụn bại suy vong, trong khi các vua Mạc thời kỳ Cao Bằng đối với quan điểm ngày xưa chỉ là phản động nên những sử gia phong kiến không quan tâm tìm hiểu kĩ lưỡng để viết sử nữa. Nhưng theo nghiên cứu gần đây của nhà sử học Trung Quốc Ngưu Quân Khải thì miếu hiệu của Mạc Toàn là Cảnh Tông (景宗), thụy hiệu là Khai Thiên Xung Địa An Văn Đoạt Vũ Thành Hoàng Đế (开天冲地安文奋武成皇帝).

## Mộ phần
Theo ghi chép trong cuốn Gia phả cổ của chi họ Hoàng gốc Mạc ở đây thì bến Thảo Tân nằm cách làng Lưu Thượng chừng 3 km, sau khi Mạc Toàn bị hành quyết, con cháu đã bí mật đóng bè chuối, đưa thi hài về mai táng ở Đống Dẹt. Tương truyền, phải qua mấy ngày nhân dân mới chớp thời cơ đưa thi hài của ông xuôi sông Phú Thái vào lạch sông nhỏ ngã ba Cống Sừng, an táng tại khu Đống Dẹt. Đến năm 1968, thực hiện chính sách nông thôn mới, ruộng đất được quy hoạch lại, con cháu dòng họ đã tiến hành chuyển hài cốt của Thủy Tổ dòng họ lên chôn cất tại vành núi Cao sau chùa Lưu Thượng thôn Tây Sơn xã Hiệp An. Theo mô tả của các cụ cao tuổi trong chi họ, khi di chuyển mộ Thủy Tổ thấy có rất nhiều di vật được táng theo, mộ được kè đá có khắc chữ Nho, chứng tỏ đây không phải là mộ của người bình thường, mà phải là mộ của người ở hàng đế vương. Điều này đã được các nhà nghiên cứu sử học và khảo cổ học tiếng tăm trên toàn quốc như: giáo sư Phan Đăng Nhật, giáo sư Trần Quốc Vượng, tiến sĩ Phan Huy Lê kết luận và công nhận đồng thời khẳng định sau khi đã kiểm chứng chi tiết cụ thể thông tin.